# Tibouchina semidecandra
Tibouchina semidecandra är en tvåhjärtbladig växtart som först beskrevs av Schranck, Carl Friedrich Philipp von Martius och Dc., och fick sitt nu gällande namn av Célestin Alfred Cogniaux. Tibouchina semidecandra ingår i släktet Tibouchina och familjen Melastomataceae. Inga underarter finns listade i Catalogue of Life.

## Bildgalleri

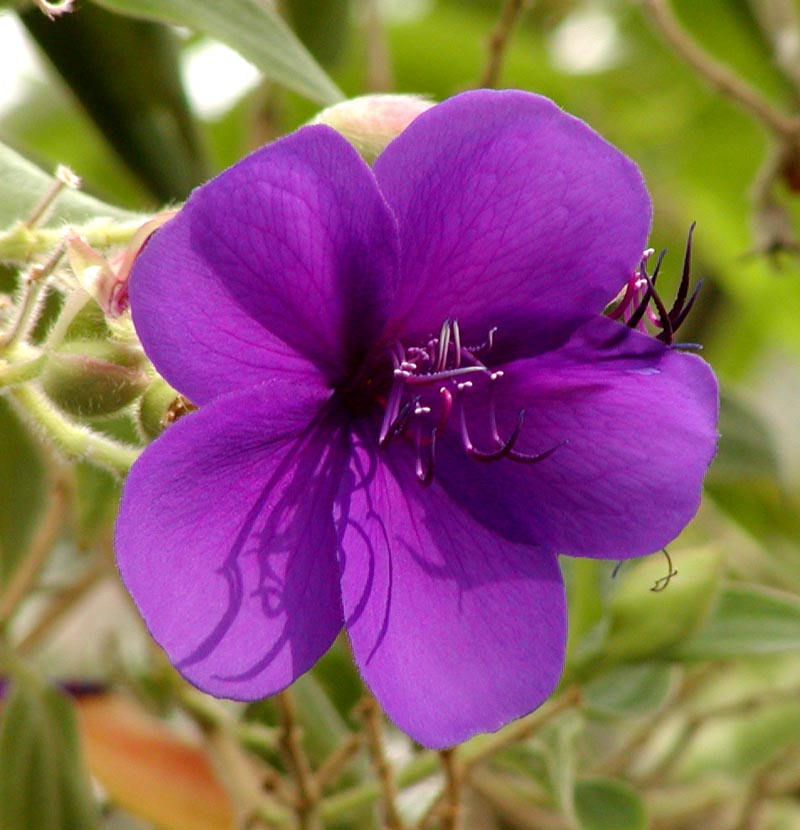
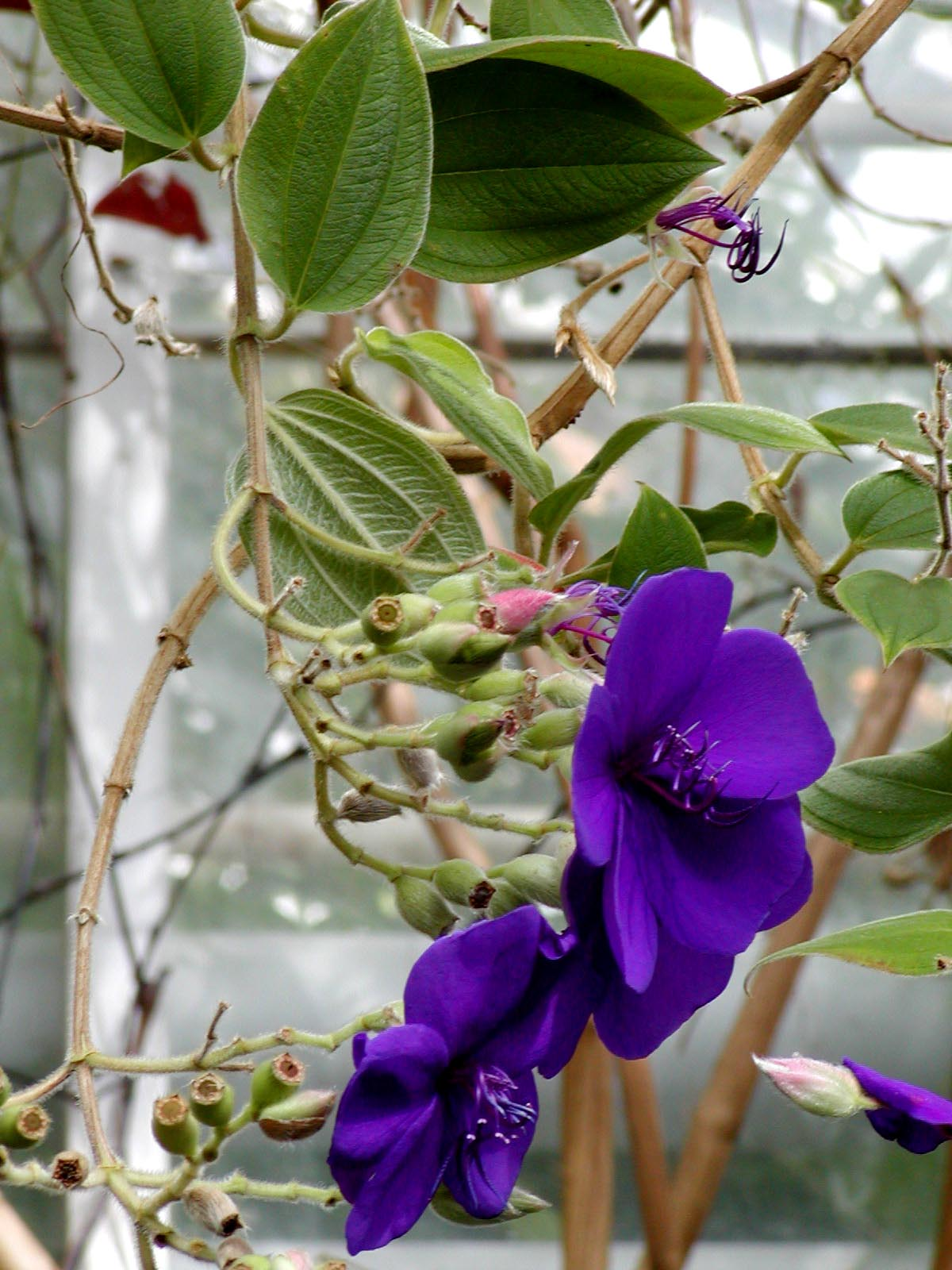
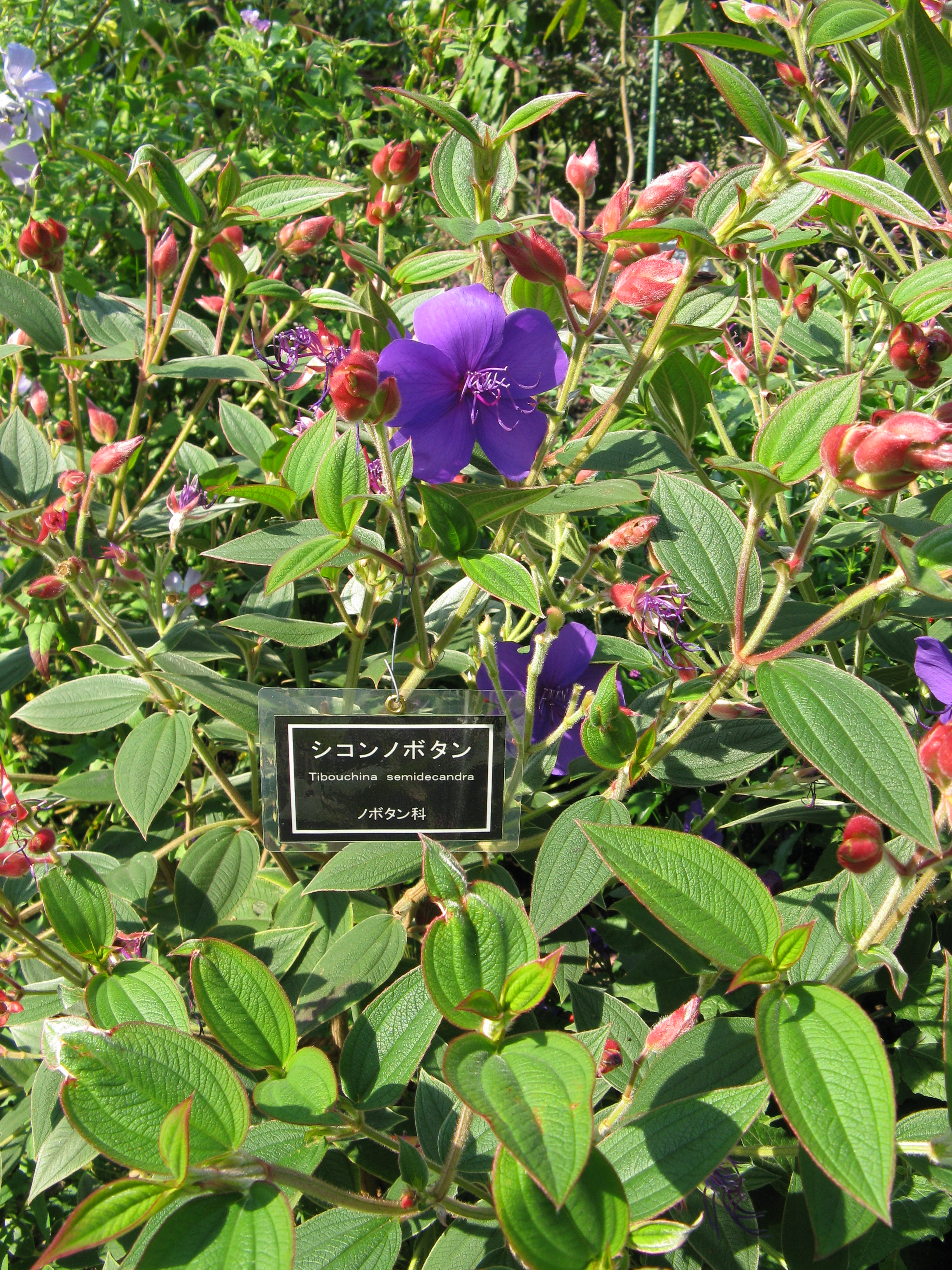
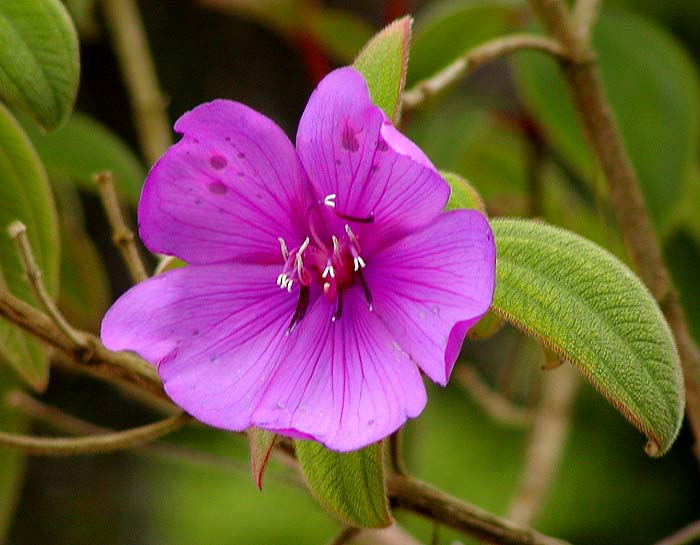
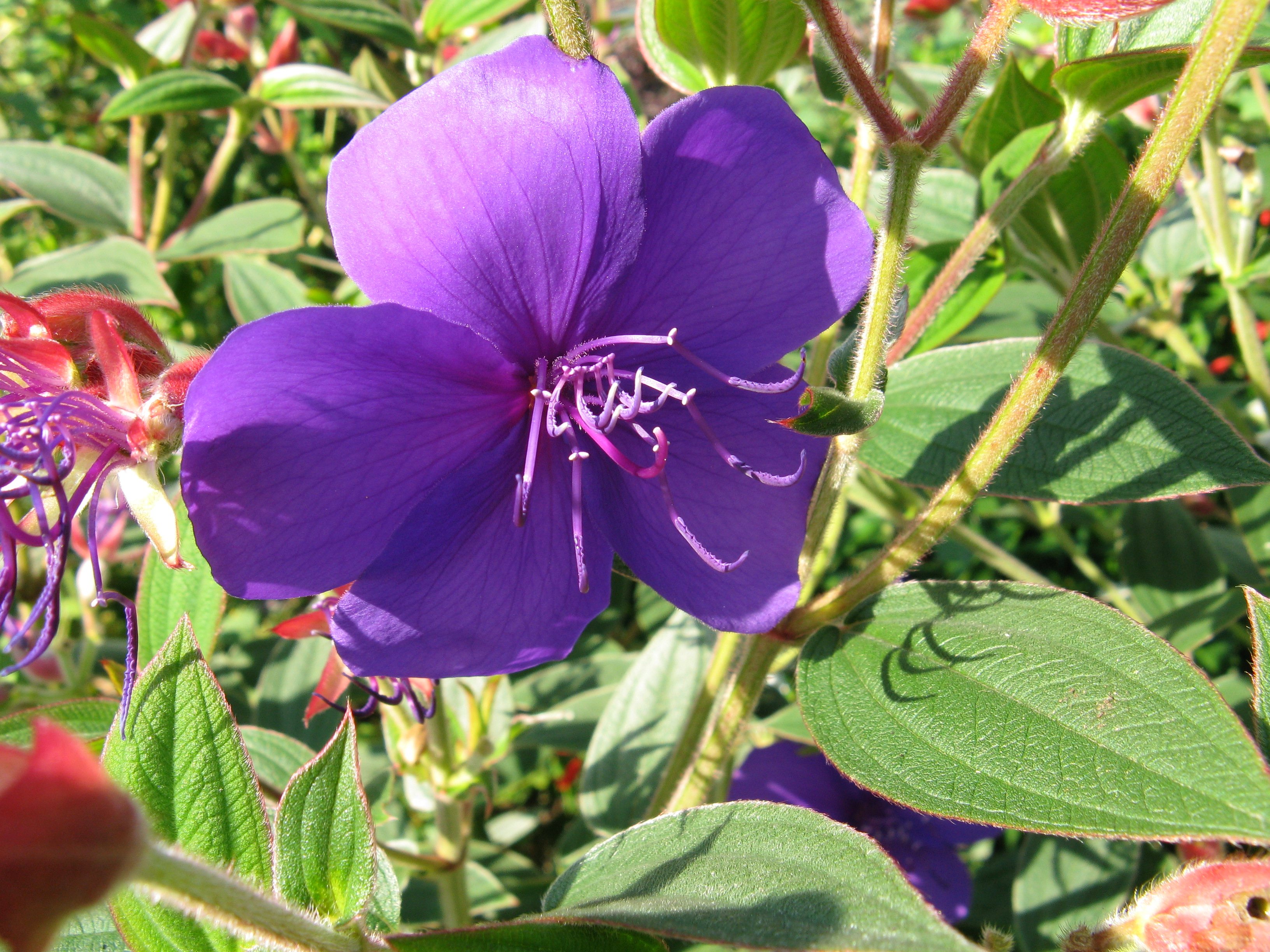
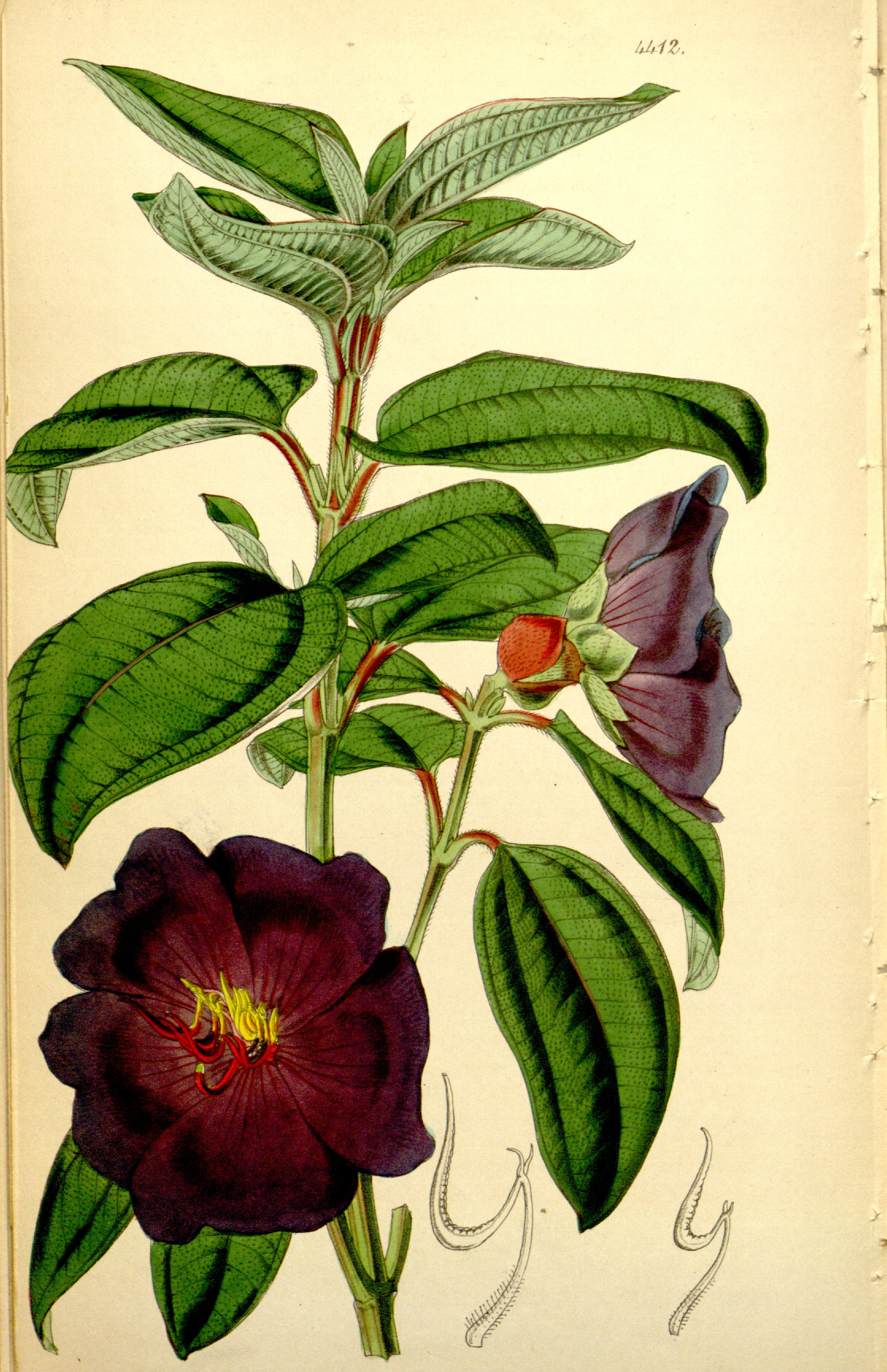